# لوما (گیاه)
لوما (گیاه) (نام علمی: Luma) نام یک سرده از تیره موردیان است.